# Pigna, Haute-Corse
Pigna là một commune of the Haute-Corse trên đảo Corse, Pháp. Xã này có diện tích 2,21 km², dân số năm 1999 là 95 người. Khu vực này có độ cao 230 mét trên mực nước biển.